# Linselles
Linselles é uma comuna francesa na região administrativa de Altos da França, no departamento do Norte. Estende-se por uma área de 11.71 km². Em 2010 a comuna tinha 8 427 habitantes (densidade: 719,6 hab./km²).